# ジョン・ラルストン (俳優)
ジョン・ラルストン（John Ralston、1964年10月9日 - ）は、カナダの俳優。

## 出演作品
- レディ・オア・ノット
- ストックホルム・ケース
- リスナー 心を読む青い瞳 シーズン3
- バケーション ｗｉｔｈ デレク
- フラッシュ・ゴードン（ミン総統）
- 烏 カラス
- アルマゲドン2007
- ライフ with デレク
- 復讐という名の絆
- 揺りかごが落ちる
- サンクチュアリ ストーカーの恐怖